# Boudica y sus hijas
Boudica y sus hijas es un grupo escultórico de bronce ubicado muy cerca del Palacio de Westminster de Londres, que representa a la reina Boudica, de la tribu celta de los icenos, que lideró un levantamiento en la Britania romana. Se encuentra en el lado norte del extremo occidental del puente de Westminster, cerca de Portcullis House y el muelle de Westminster, frente al Big Ben. Se considera la obra magna de su escultor, el artista e ingeniero inglés Thomas Thornycroft. Thornycroft trabajó en ella desde 1856 hasta poco antes de su muerte en 1885, a veces ayudado por su hijo William Hamo Thornycroft, pero no se erigió en su posición actual hasta 1902.

## Diseño
La estatua representa a Boudica (comúnmente escrita como "Boadicea" en la época victoriana), reina de la tribu de los icenos, acompañada de sus dos hijas, montada en un carro con guadañas tirado por dos caballos encabritados. El carro está basado en modelos romanos, no en modelos británicos o icenos, con hojas de guadaña en cada rueda. Está de pie, con un vestido vaporoso, con una lanza en la mano derecha y la mano izquierda levantada. Sus hijas, con los pechos descubiertos, están agachadas en el carro, una a cada lado de su madre. Ninguna de ellas lleva las riendas para controlar los caballos.

## Construcción
La estatua se encargó en la década de 1850, después de que Thornycroft hiciera una estatua ecuestre de la reina Victoria que se exhibió en la Gran Exposición de 1851. La reina Victoria y el príncipe Alberto elogiaron la estatua y se involucraron en el nuevo proyecto de Thornycroft. Alberto pretendía que la estatua monumental se erigiera sobre el arco central de la entrada de Decimus Burton a Hyde Park, y pidió a Thornycroft que hiciera un "trono sobre ruedas". Se estableció un paralelismo entre Victoria y Boudica, cuyo nombre también significa "victoria". Alberto prestó dos caballos como modelos, y la estatua tiene cierto parecido con una joven reina Victoria. Alberto murió en 1861, antes de que la estatua estuviera terminada.
Thornycroft completó un modelo de tamaño natural de la obra antes de su muerte en 1885, pero no hubo financiación para su fundición en bronce. En 1894 se excavó un terraplén conocido como "La tumba de Boadicea" en el lado norte de Parliament Hill, aunque no se encontró ninguna tumba, pero el hijo de Thornycroft, John Isaac Thornycroft, sugirió que el lugar sería apropiado para la ubicación de la largamente postergada estatua monumental de su padre, pero aún no se disponía de 6 000 libras para la fundición en bronce. Se formó un comité para recaudar fondos por suscripción. El dinero necesario se reunió en 1898, y la estatua fue fundida por el fundador J. W. Singer en Frome por sólo 2 000 libras, aunque todavía no había sitio para erigirla.

## Instalación

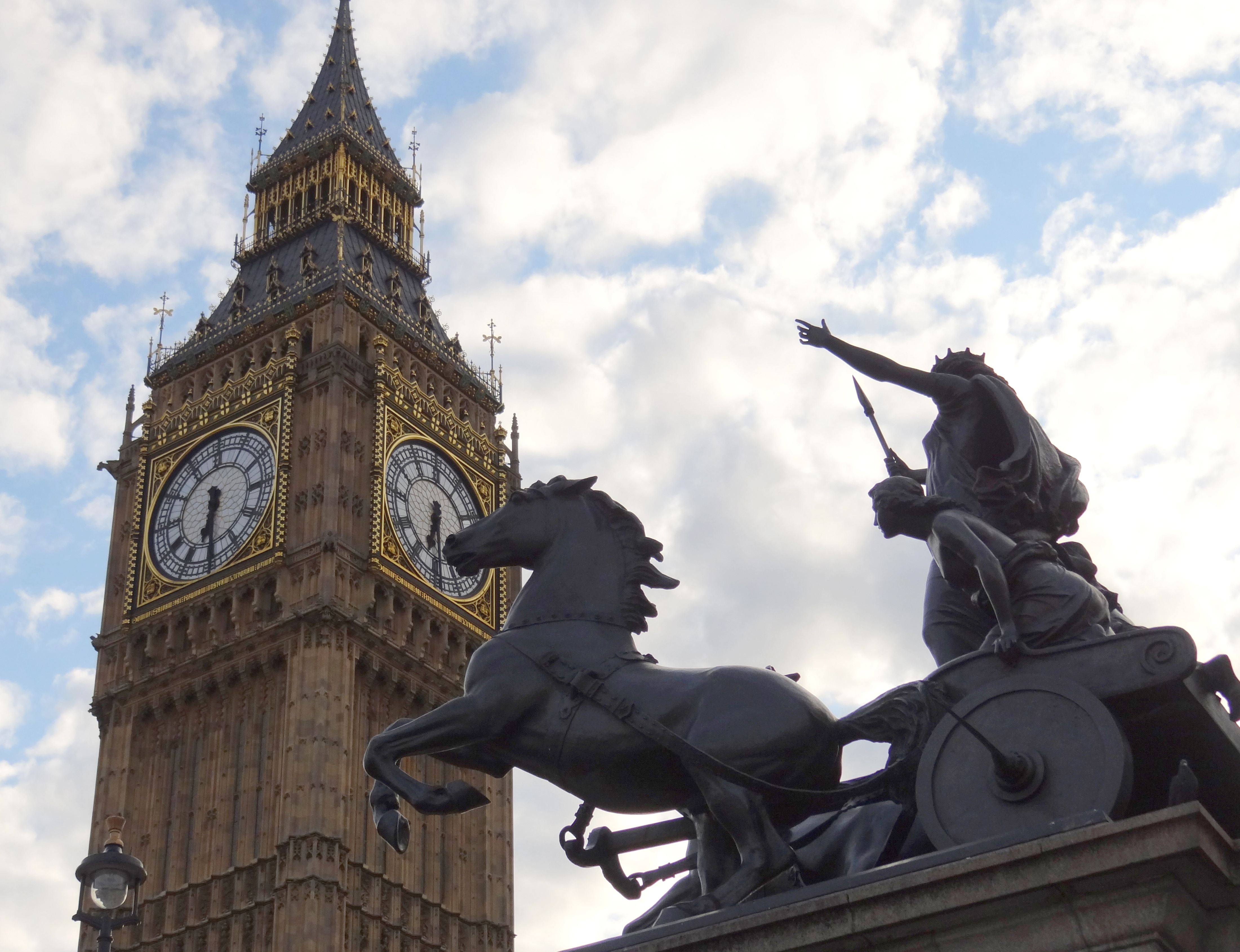
La estatua está cerca del Parlamento Británico.

La estatua de Thornycroft no se instaló hasta 1902, más de 17 años después de su muerte. Fue erigida en el muelle de Westminster en junio de 1902, montada sobre un gran zócalo de granito por Thomas Graham Jackson. En 1903 se añadieron inscripciones al zócalo; en la parte frontal del zócalo se lee:

BOADICEA / (BOUDICCA) / QUEEN OF THE ICENI / WHO DIED A.D. 61 / AFTER LEADING HER PEOPLE/ AGAINST THE ROMAN INVADER
BOADICEA / (BOUDICCA) / REINA DE LOS ICENI / QUE MURIÓ EL AÑO 61 D.C. / TRAS LIDERAR A SU PUEBLO / CONTRA EL INVASOR ROMANO

El lado derecho del zócalo contiene una inscripción con el texto del poema Boadicea, una oda (1782) de William Cowper.

REGIONS CAESAR NEVER KNEW / THY POSTERITY SHALL SWAY
LAS REGIONES QUE CÉSAR NUNCA CONOCIÓ / QUE TU POSTERIDAD SE IMPONDRÁ

Una inscripción en el lado izquierdo del zócalo dice. 

THIS STATUE BY THOMAS THORNYCROFT / WAS PRESENTED TO LONDON BY HIS SON/ SIR JOHN ISAAC THORNYCROFT C.E. / AND PLACED HERE BY THE LONDON COUNTY COUNCIL / A.D. 1902
ESTA ESTATUA DE THOMAS THORNYCROFT / FUE PRESENTADA A LONDRES POR SU HIJO / SIR JOHN ISAAC THORNYCROFT C.E. / Y COLOCADA AQUÍ POR EL CONSEJO DEL CONDADO DE LONDRES / A.D. 1902

La estatua está situada en una posición muy concurrida, con tráfico desde el Embankment y muchos turistas a pie que pasan desde la Abadía de Westminster, Parliament Square y Whitehall al oeste por el puente pasando por el South Bank Lion hacia el County Hall, el London Eye y los Jubilee Gardens en la orilla sur. Su zócalo suele quedar oculto detrás de un puesto de recuerdos para turistas. En 1958 pasó a ser un monumento protegido de grado II.